# OpenDroneMap
OpenDroneMapは、航空画像 (通常はドローンから) を処理して地図や3Dモデルを作成するためのオープンソースの写真測量ツールキット。
このソフトウェアはGitHubでホストされ、自由に配布されています。
OpenDroneMapは、アメリカ赤十字社の現場用ポータブルOpenStreetMapシステムに統合されています。

## 概要
OpenDroneMapはコマンドラインインターフェイスまたはウェブインターフェイス(WebODM)を通じて管理できます。 Dockerを使用してOpenDroneMapを実行することを推奨します。
OpenDroneMapは、OpenSfM、CMVS、およびほかのライブラリを使用して、ワークフロー内の特定のタスクを実行します。画像を処理する前に、計算資源を節約するために解像度を下げることができます。 OpenDroneMapは、OpenSfMライブラリを使用して地物を検出して照合し、トラックを作成し、カメラの位置とともにその3D位置を決定します。  次に、OpenMVSまたはCMVSライブラリを使用して高密度の点群を生成し、そこからメッシュを生成します。 その後、OpenDroneMapは地理空間データ抽象化ライブラリとポイント データ抽象化ライブラリを使用してオルソモザイク生成と地理参照を行います。
OpenDroneMapは、航空ビデオを静止画像に切り取って処理することもできます。

## パフォーマンス
OpenDroneMapは並列計算をサポートし、 GPUを利用できます。 分割マージ機能を備えているため、パフォーマンスは大幅に低下しますが、RAMの容量が少ないコンピュータでも大規模なデータセットを処理できます。 公式推奨では、2500枚の画像を処理するには128GBのメモリを使用します。
大規模なデータセットに最適なCPUコア数は20であることが判明しており、20コアを超えるとパフォーマンスの向上はほとんど、あるいはまったくありません。